# 豊橋事件
豊橋事件（とよはしじけん）とは1970年（昭和45年）に愛知県豊橋市で発生した、強姦放火殺人事件とそれに伴う冤罪事件。

## 事件の概要
1970年（昭和45年）5月15日、豊橋市で起こった火災現場で、親子3名の他殺体が発見された。母親は何者かに強姦された上で殺害され、子供2人は放火されたために焼死していたという、残酷極まりない犯行であった。

## 被疑者
事件発生からおよそ3ヵ月後の8月28日、被疑者として21歳（当時）の男性が逮捕され、9月には強姦致死・殺人・放火・窃盗で起訴された。11月に行われた初公判では容疑を認めたが、翌年3月に行われた2回目公判からは否認に転じた。当初は、「極刑が予想される恐怖から、態度を変えた」と思われていた。

## 裁判
被告人の男性の無罪の訴えに対し、私選弁護人3人も無罪の論陣を張った。
1973年12月に行われた公判では、捜査時の刑事（当時は定年退職していた）を弁護側の証人として招聘することに成功した。元刑事は、「被告人が真犯人であるとの疑念は消えない」と証言したが、「捜査が物証に基づかないものであった」と批判した。
検察側は、「被告人の無罪を証明する、明白な証拠」を持っていた（後述）が、公判では隠匿し、死刑を求刑していた。しかし、被告側が「捜査本部が冤罪を作り上げた過程」を証明したため、1974年6月12日に無罪判決が宣告され、そのまま確定した。
真犯人が逮捕されないまま1985年に公訴時効を迎え、未解決事件となっている。

### 物証の隠蔽
無罪確定から5年後、物証が明るみに出た。「犯人のものと思われる、B型の精液が付いたサルマタ」が、現場から発見されていた。
当初、捜査本部は「家族の夫のもの」と弁解していた。しかし、被害者の夫は非分泌型の血液型のため、被害者の夫の精液であれば血液型が判明するはずがなかった。被疑者の血液型はA型であったため、無罪の証明となった。